# 카를로스 산체스 모레노
카를로스 알베르토 산체스 모레노(스페인어: Carlos Alberto Sánchez Moreno, 1986년 3월 9일 ~ )는 콜롬비아의 전 축구 선수이다.